# Giorgio I di Waldeck e Pyrmont
Giorgio I di Waldeck e Pyrmont (Arolsen, 6 maggio 1747 – Pyrmont, 9 settembre 1813) è stato conte di Pyrmont dal 1805 al 1813 e principe di Waldeck e Pyrmont dal 1812 sino alla sua morte.

## Biografia

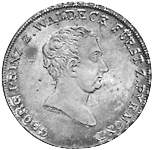
Giorgio I di Waldeck e Pyrmont su una moneta d'inizio Ottocento

Giorgio era figlio del principe Carlo Augusto Federico di Waldeck e Pyrmont (1704-1763) e della principessa Cristiana Enrichetta (1725-1816), figlia del conte palatino Cristiano III del Palatinato-Zweibrücken.
Dal 1805 gli venne concessa la sovranità sulla contea di Rappoltstein e dall'aprile del 1807 Giorgio I decise di aderire alla Confederazione del Reno napoleonica, temendo un'invasione da parte del vicino regno di Vestfalia.
Alla morte del fratello maggiore, avvenuta senza eredi il 24 settembre 1812, Giorgio I divenne principe di Waldeck e Pyrmont, assumendo la reggenza dell'intero territorio. Malgrado l'età, egli decise di cogliere quest'occasione, pur sapendo di non poter regnare ancora a lungo e in uno dei momenti più critici per la storia della Germania. Egli perciò rimase a risiedere a Pyrmont, ove morì il 9 settembre 1813.

## Matrimonio e figli
Il 12 settembre 1784 a Otterwisch sposò Augusta (1768-1849), figlia del principe Cristiano Günther III di Schwarzburg-Sondershausen.
Giorgio ed Augusta ebbero tredici figli:
- principessa Cristiana di Waldeck e Pyrmont (1787-1806), badessa di Schaaken;
- principe Carlo di Waldeck e Pyrmont (1788-1795);
- Giorgio II (1789-1845), sposò la principessa Emma di Anhalt-Bernburg-Schaumburg-Hoym;
- principe Federico di Waldeck e Pyrmont (1790-1828), sposò la contessa Ursula Polle;
- principe Cristiano di Waldeck e Pyrmont (1792-1795);
- principessa Augusta di Waldeck e Pyrmont (1793-1794);
- principe Giovanni di Waldeck e Pyrmont (1794-1814);
- principessa Ida di Waldeck e Pyrmont (1796-1869), nel 1816 sposò Giorgio Guglielmo, principe di Schaumburg-Lippe;
- principe Wolrad di Waldeck e Pyrmont (1798-1821);
- principessa Matilde di Waldeck e Pyrmont (1801-1823), nel 1817 sposò il duca Eugenio di Württemberg (1788–1857);
- principe Carlo di Waldeck e Pyrmont (1803-1846), nel 1841 sposò la contessa Amalia di Lippe-Biesterfeld;
- principessa Carolina di Waldeck e Pyrmont (1804-1806);
- principe Ermanno di Waldeck e Pyrmont (1809-1876), sposò nel 1833 la contessa Agnes Teleki von Szék.

## Ascendenza
|                                                 |                                                    |                                                    | Genitori                                          |  |  | Nonni |  |  | Bisnonni                   |  |  | Trisnonni              |  |
|                                                 |                                                    |                                                    |                                                   |  |  |       |  |  | Cristiano Luigi di Waldeck |  |  | Filippo VII di Waldeck |  |
|                                                 |                                                    |                                                    |                                                   |  |  |       |  |  | Cristiano Luigi di Waldeck |  |  | Filippo VII di Waldeck |  |
|                                                 |                                                    | Anna Caterina di Sayn-Wittgenstein                 |                                                   |  |  |       |  |  | Cristiano Luigi di Waldeck |  |  |                        |  |
| Federico Antonio Ulrico di Waldeck e Pyrmont    |                                                    |                                                    |                                                   |  |  |       |  |  | Cristiano Luigi di Waldeck |  |  |                        |  |
|                                                 |                                                    | Anna Isabella di Rappoltstein                      | Giorgio Federico di Rappoltstein                  |  |  |       |  |  |                            |  |  |                        |  |
|                                                 |                                                    | Anna Isabella di Rappoltstein                      | Giorgio Federico di Rappoltstein                  |  |  |       |  |  |                            |  |  |                        |  |
|                                                 |                                                    | Anna Isabella di Rappoltstein                      | Isabella Carlotta di Solms-Sonnenwalde            |  |  |       |  |  |                            |  |  |                        |  |
| Carlo Augusto Federico di Waldeck e Pyrmont     |                                                    | Anna Isabella di Rappoltstein                      |                                                   |  |  |       |  |  |                            |  |  |                        |  |
|                                                 |                                                    | Cristiano II del Palatinato-Zweibrücken-Birkenfeld | Cristiano I del Palatinato-Birkenfeld-Bischweiler |  |  |       |  |  |                            |  |  |                        |  |
|                                                 |                                                    | Cristiano II del Palatinato-Zweibrücken-Birkenfeld | Cristiano I del Palatinato-Birkenfeld-Bischweiler |  |  |       |  |  |                            |  |  |                        |  |
|                                                 |                                                    | Cristiano II del Palatinato-Zweibrücken-Birkenfeld | Maddalena Caterina del Palatinato-Zweibrücken     |  |  |       |  |  |                            |  |  |                        |  |
| Luisa del Palatinato-Zweibrücken-Birkenfeld     |                                                    | Cristiano II del Palatinato-Zweibrücken-Birkenfeld |                                                   |  |  |       |  |  |                            |  |  |                        |  |
|                                                 |                                                    | Caterina Agata di Rappoltstein                     | Giovanni Giacomo di Rappoltstein                  |  |  |       |  |  |                            |  |  |                        |  |
|                                                 |                                                    | Caterina Agata di Rappoltstein                     | Giovanni Giacomo di Rappoltstein                  |  |  |       |  |  |                            |  |  |                        |  |
|                                                 |                                                    | Caterina Agata di Rappoltstein                     | Isabella Carlotta di Solms-Sonnenwalde            |  |  |       |  |  |                            |  |  |                        |  |
| Giorgio I di Waldeck e Pyrmont                  |                                                    | Caterina Agata di Rappoltstein                     |                                                   |  |  |       |  |  |                            |  |  |                        |  |
|                                                 | Cristiano II del Palatinato-Zweibrücken-Birkenfeld | Cristiano I del Palatinato-Birkenfeld-Bischweiler  |                                                   |  |  |       |  |  |                            |  |  |                        |  |
|                                                 | Cristiano II del Palatinato-Zweibrücken-Birkenfeld | Cristiano I del Palatinato-Birkenfeld-Bischweiler  |                                                   |  |  |       |  |  |                            |  |  |                        |  |
|                                                 | Cristiano II del Palatinato-Zweibrücken-Birkenfeld | Maddalena Caterina del Palatinato-Zweibrücken      |                                                   |  |  |       |  |  |                            |  |  |                        |  |
| Cristiano III del Palatinato-Zweibrücken        | Cristiano II del Palatinato-Zweibrücken-Birkenfeld |                                                    |                                                   |  |  |       |  |  |                            |  |  |                        |  |
|                                                 |                                                    | Caterina Agata di Rappoltstein                     | Giovanni Giacomo di Rappoltstein                  |  |  |       |  |  |                            |  |  |                        |  |
|                                                 |                                                    | Caterina Agata di Rappoltstein                     | Giovanni Giacomo di Rappoltstein                  |  |  |       |  |  |                            |  |  |                        |  |
|                                                 |                                                    | Caterina Agata di Rappoltstein                     | Anna Claudia di Salm-Kyrburg                      |  |  |       |  |  |                            |  |  |                        |  |
| Cristiana Enrichetta del Palatinato-Zweibrücken |                                                    | Caterina Agata di Rappoltstein                     |                                                   |  |  |       |  |  |                            |  |  |                        |  |
|                                                 |                                                    | Luigi Crato di Nassau-Saarbrücken                  | Gustavo Adolfo di Nassau-Saarbrücken              |  |  |       |  |  |                            |  |  |                        |  |
|                                                 |                                                    | Luigi Crato di Nassau-Saarbrücken                  | Gustavo Adolfo di Nassau-Saarbrücken              |  |  |       |  |  |                            |  |  |                        |  |
|                                                 |                                                    | Luigi Crato di Nassau-Saarbrücken                  | Eleonora Clara di Hohenlohe-Neuenstein            |  |  |       |  |  |                            |  |  |                        |  |
| Carolina di Nassau-Saarbrücken                  |                                                    | Luigi Crato di Nassau-Saarbrücken                  |                                                   |  |  |       |  |  |                            |  |  |                        |  |
|                                                 |                                                    | Filippa Enrichetta di Hohenlohe-Langenburg         | Enrico Federico di Hohenlohe-Langenburg           |  |  |       |  |  |                            |  |  |                        |  |
|                                                 |                                                    | Filippa Enrichetta di Hohenlohe-Langenburg         | Enrico Federico di Hohenlohe-Langenburg           |  |  |       |  |  |                            |  |  |                        |  |
|                                                 |                                                    | Filippa Enrichetta di Hohenlohe-Langenburg         | Giuliana Dorotea di Castell-Remlingen             |  |  |       |  |  |                            |  |  |                        |  |
|                                                 |                                                    | Filippa Enrichetta di Hohenlohe-Langenburg         |                                                   |  |  |       |  |  |                            |  |  |                        |  |